# 林绍洲
林绍洲（英語：Ling Shuw-chow, 1909年5月5日—1987年11月）是一位中国运动员和教练。

## 生平
1909年出生于台湾日治时期台南市一个商人家庭，1925年在台南市第二中学上学时因帮助被日本同学欺负的同胞而被学校开除，后偷渡到福建厦门投靠亲戚，进入福建省厦门集美中学。作为学校代表参加福建省第三届学校联合运动会获得多项冠军。后进入厦门大学半工半读，1930年代参加全国第四至第六届运动会，获得多项冠军。还参加日本东京举行的1930年远东运动会和菲律宾马尼拉举行的1934年远东运动会。1936年代表中华民国代表团远赴德国柏林参加1936年夏季奥林匹克运动会110米跨栏，预赛成绩15秒7排名第五，未能晋级决赛。回国后不久七七事变爆发，转至成都的中央军校担任体育教官。1949年起义参加了人民解放军，后在解放军某体育学校任教，1951年转业当车夫，后被杨毓洪推荐给贺龙，1952年11月担任西南军区体工队教练，后升至西南军区田径队总教练，成为新中国第一位110米栏专业教练。1957年西南军区撤销后担任重庆大学体育教师。
1986年11月在成都逝世，享年78岁。后葬于四川都江堰市一处公墓。

## 家庭
父亲林霁川是清政府派驻台湾武将，台南市商会会长。